# 沼鹿
沼鹿（學名：Rucervus duvaucelii），又名澤鹿，是原住於印度及尼泊爾的鹿。雄鹿的鹿角分開為10-14個叉，有些甚至達至20個。

## 特徵及習性
初期共有兩個地點的沼鹿族群。指名亞種的R. d. duvauceli分佈在北方邦、阿薩姆邦及孫德爾本斯的沼澤。牠們的蹄是張開的，方便在軟綿綿的地上行走，其頭顱骨也很大。R. d. branderi分佈在印度中部的硬地，尤其是在中央邦。在阿薩姆邦的族群後來被編入新的R. d. ranjitsinhi之中，是三個族群中最為受威脅的。
雄鹿肩高132厘米，重170-180公斤。鹿角在彎前長75厘米，周圍長13厘米。最大的鹿角在彎前長104.1厘米。
在北方邦，牠們只棲息在沼澤。在中央邦，牠們棲息在近森林的草原。牠們在早上及晚上覓食。牠們較水鹿少在夜間活動。當受到騷擾時，牠們會發出尖銳的叫聲。
沼鹿的繁殖期是在9月至4月，妊娠期為240-250日。每胎會產一隻幼鹿。飼養的沼鹿壽命可達23歲。
在中央邦，群族內雄鹿與雌鹿的比例是2:1。平均成員數量為8-20頭，最多可達60頭。在發情期時，牠們會組成很大的群族。

## 分佈及保育
沼鹿分佈在印度河、恆河及雅魯藏布江盆地，與及印度中部至哥達瓦里河。發現的骨頭可以追溯至1000年前。不過，牠們今天已從西方分佈地消失。於1964年，估計牠們在印度的數量有3000-4000頭。
在印度中部，沼鹿只在甘哈國家公園存活。其數量由1950年代早期的3000頭，10年內下降至少於100頭。到了1970年，就只餘下少於66頭。沼鹿消失的原因是被獵殺、烹食及失去棲息地。
沼鹿與印度黑羚及印度大藍羚於100年前都被引入到德克薩斯州的狩獵場。現有要求將牠們重新引入到印度牠們接近滅絕的地方。

## 外部連結
- Animal Info - Barasingha （页面存档备份，存于）